# Pfaffenberg (Reichertsheim)
Pfaffenberg ist ein Gemeindeteil der Gemeinde Reichertsheim im oberbayerischen Landkreis Mühldorf am Inn.

## Lage
Der Weiler Pfaffenberg liegt 1 Kilometer südöstlich von Reichertsheim. Er liegt in der Luftlinie etwa 1150 Meter südöstlich der Bundesstraße B12 und lässt sich von dieser über eine 1,2 Kilometer lange Straßenverbindungen erreichen.
Der Weiler liegt östlich des Kagenbachs, der zur Isen entwässert.

## Bevölkerungsentwicklung
In Pfaffenberg gab es 1871 insgesamt 20 Einwohner. Im Mai 1987 lebten dort 16 Einwohner auf drei Höfen.
| Jahr      | 1871 | 1925 | 1950 | 1970 | 1987 |
| Einwohner | 20   | 23   | 26   | 18   | 16   |